# Гради, Жонатан
Жоната́н Гради́ (фр. Jonathan Gradit; род. 24 ноября 1992, Таланс) — французский футболист, защитник «Ланса».

## Карьера
Воспитанник «Бордо». С 2009 года начал играть за резервные команды клуба в дивизионах Насьональ 2 и Насьональ 3. В 2012 году перешёл в клуб «Авирон Байонна». Через год, несмотря на вылет команды в Насьональ 3, перебрался в клуб Лиги 2 «Тур». В 2018 году перешёл в «Кан», в «Кане» провёл сезон 2018/19 в Лиге 1 и начало следующего в Лиге 2, после чего перешёл в «Ланс», подписав контракт с клубом по схеме «2+1», с «Лансом» по итогам сезона 2019/20 вышел в Лигу 1. В июне 2021 года продлил контракт с «Лансом» до июня 2024 года.